# فيلا فيردي (تكساس)
فيلا فيردي (بالإنجليزية: Villa Verde CDP, Texas)‏ هي منطقة سكنية تقع بولاية تكساس في الولايات المتحدة. تبلغ مساحتها 1.0 كم2، وترتفع عن سطح البحر 23 م، بلغ عدد سكانها 874 نسمة في عام 2010 حسب إحصاء مكتب تعداد الولايات المتحدة وتصل الكثافة السكانية فيها 874 نسمة لكل كيلومتر مربع (2,263.6/ميل2).

## التركيبة السكانية
حدّد مكتب تعداد الولايات المتحدة بيانات التركيبة السكانية لفيلا فيردي في تعداد الولايات المتحدة. في ما يلي، التركيبة السكانية حسب تعدادي 2000 و2010.

### تعداد عام 2000
بلغ عدد سكان فيلا فيردي 891 نسمة بحسب تعداد عام 2000، وبلغ عدد الأسر 216 أسرة وعدد العائلات 200 عائلة مقيمة في المنطقة السكنية. في حين سجلت الكثافة السكانية 891 نسمة لكل كيلومتر مربع (2,307.7/ميل2). وبلغ عدد الوحدات السكنية 228 وحدة بمتوسط كثافة قدره 228 لكل كيلومتر مربع (590.5/ميل2).
وتوزع التركيب العرقي للمنطقة السكنية بنسبة 64.20% من البيض و0.45% من الأمريكيين الأفارقة و31.54% من الأعراق الأخرى و3.82% من عرقين مختلطين أو أكثر و96.63% من الهسبانيون أو اللاتينيون من أي عرق.
بلغ عدد الأسر 216 أسرة كانت نسبة 66.2% منها لديها أطفال تحت سن الثامنة عشر تعيش معهم، وبلغت نسبة الأزواج القاطنين مع بعضهم البعض 73.1% من أصل المجموع الكلي للأسر، ونسبة 14.8% من الأسر كان لديها معيلات من الإناث دون وجود شريك، بينما كانت نسبة 4.6% من الأسر لديها معيلون من الذكور دون وجود شريكة وكانت نسبة 7.4% من غير العائلات. تألفت نسبة 6.5% من أصل جميع الأسر من عدة أفراد يعيشون في نفس المنزل ونسبة 3.2% كانت تتألف من شخص يعيش بمفرده يبلغ من العمر 65 عاماً أو أكثر. وبلغ متوسط حجم الأسرة المعيشية 4.13، أما متوسط حجم العائلات فبلغ 4.30.
بلغ العمر الوسطي للسكان 25.6 عاماً. وكانت نسبة 37.6% من القاطنين تحت سن الثامنة عشر، وكانت نسبة 11.6% بين الثامنة عشر والرابعة والعشرين عاماً، ونسبة 27.6% كانت واقعةً في الفئة العمرية ما بين الخامسة والعشرين والرابعة والأربعين عاماً، ونسبة 18% كانت ما بين الخامسة والأربعين والرابعة والستين، ونسبة 5.3% كانت ضمن فئة الخامسة والستين عاماً فما فوق. يوجد لكل 100 أنثى 96.7 ذكر، ويوجد لكل 100 أنثى في الثامنة عشر من عمرها فما فوق 89.8 ذكر.
بلغ متوسط دخل الأسرة في المنطقة السكنية 22,768 دولارًا، أما متوسط دخل العائلة فبلغ 22,857 دولارًا. وكان متوسط دخل الذكور 14,932 دولارًا مقابل 14,107 دولارًا للإناث. وسجل دخل الفرد الخاص بالمنطقة السكنية 5,659 دولارًا. وكانت نسبة 36.3% من العائلات ونسبة 34.9% من السكان تحت خط الفقر، وكان من هؤلاء نسبة 47.5% تحت سن الثامنة عشر ونسبة 13.5% في الخامسة والستين من العمر وما فوق.

### تعداد عام 2010
بلغ عدد سكان فيلا فيردي 874 نسمة بحسب تعداد عام 2010، وبلغ عدد الأسر 217 أسرة وعدد العائلات 196 عائلة مقيمة في المنطقة السكنية. في حين سجلت الكثافة السكانية 874 نسمة لكل كيلومتر مربع (2,263.6/ميل2). وبلغ عدد الوحدات السكنية 232 وحدة بمتوسط كثافة قدره 232 لكل كيلومتر مربع (600.9/ميل2).
وتوزع التركيب العرقي للمنطقة السكنية بنسبة 84.55% من البيض و0.34% من الأمريكيين الأفارقة و0.80% من الأمريكيين الأصليين و0.69% من الأمريكيين ذوي الأصول الآسيوية و12.59% من الأعراق الأخرى و1.03% من عرقين مختلطين أو أكثر و95.19% من الهسبانيون أو اللاتينيون من أي عرق.
بلغ عدد الأسر 217 أسرة كانت نسبة 57.1% منها لديها أطفال تحت سن الثامنة عشر تعيش معهم، وبلغت نسبة الأزواج القاطنين مع بعضهم البعض 56.7% من أصل المجموع الكلي للأسر، ونسبة 24.9% من الأسر كان لديها معيلات من الإناث دون وجود شريك، بينما كانت نسبة 8.8% من الأسر لديها معيلون من الذكور دون وجود شريكة وكانت نسبة 9.7% من غير العائلات. تألفت نسبة 7.8% من أصل جميع الأسر من عدة أفراد يعيشون في نفس المنزل ونسبة 1.8% كانت تتألف من شخص يعيش بمفرده يبلغ من العمر 65 عاماً أو أكثر. وبلغ متوسط حجم الأسرة المعيشية 4.03، أما متوسط حجم العائلات فبلغ 4.24.
بلغ العمر الوسطي للسكان 29.8 عاماً. وكانت نسبة 33.4% من القاطنين تحت سن الثامنة عشر، وكانت نسبة 11% بين الثامنة عشر والرابعة والعشرين عاماً، ونسبة 25.2% كانت واقعةً في الفئة العمرية ما بين الخامسة والعشرين والرابعة والأربعين عاماً، ونسبة 19.8% كانت ما بين الخامسة والأربعين والرابعة والستين، ونسبة 10.6% كانت ضمن فئة الخامسة والستين عاماً فما فوق. وتوزع التركيب الجنسي للسكان بنسبة 48.3% ذكور و51.7% إناث.